# Ansbach (Roden)
Ansbach ist ein Gemeindeteil der Gemeinde Roden im unterfränkischen Landkreis Main-Spessart in Bayern.

## Geographie
Das Kirchdorf liegt auf 296 m ü. NHN im oberen Einzugsgebiet des hier noch flachen, später steiler und westwärts zum Main laufenden, gut vier Kilometer langen Krebsbachs. Jeweils rund einen Kilometer entfernt von der Ortsmitte liegen die bewaldeten Kuppen des Frohnbergs (359 m ü. NHN) im Nordosten und des Röderbergs (348 m ü. NHN) im Südosten; nach etwa einem Kilometer im Westen anschließender offener Flur aus zunächst meist Feldern und später Obstwiesen beginnt der den Maintaleinschnitt begleitende Wald auf der Randhöhe und den Hängen des etwa 150 Meter eingetieften Flusstals.
Durch den Ort verläuft die Kreisstraße MSP 12 von Waldzell im Norden nach Roden im Süden, von der hier eine Straße nach Urspringen im Ostsüdosten abzweigt.

## Geschichte
Der Ort wurde 1279 als „Osbach“ erstmals urkundlich erwähnt und gehörte zur Benediktinerabtei Neustadt am Main. 1630 starb Ansbach bis auf fünf Personen durch Pest und Hungersnot aus. Am 1. Juni 1976 schlossen sich die selbstständigen Gemeinden Roden und Ansbach zur neuen Gemeinde Roden zusammen.

## Baudenkmäler
In die Liste der Baudenkmäler in Ansbach sind 20 Objekte eingetragen.

## Töchter und Söhne
- Ludwig Müssig (* 9. Februar 1924; † 25. Oktober 1999 in Würzburg[6]), Kaplan in Hösbach und Würzburg, Religionslehrer in Gerolzhofen und Schweinfurt, Pfarrer (unter anderem in Mömlingen, Unterleinach, Leinach und Gaubüttelbrunn), Pfarrverweser in Oberleinach und Dekan des Landkapitels Würzburg links des Mains; im Ruhestand seit 1983 in Würzburg[7]